# Acalolepta sericeipennis
Acalolepta sericeipennis là một loài bọ cánh cứng trong họ Cerambycidae.